# 破格 (漫畫)
破格是漫画中将格子内的图像或文字打破格子框线的限制，不受规范完整地呈现出来的表现手法。
漫画的画面通常会被规范在格子里的框线内，为了让每个画面之间有区分的作用，以便于读者阅读，避免画面混在一起造成阅读的不流畅。
在整页漫画中通过这样的方法让使用了破格的图片突出显示，从而加强读者的印象与画面的张力。但过多的破格会造成整页构图的混乱。

## 相关内容
- 對話框
- 分鏡